# Громов, Владислав Алексеевич
Владислав Алексеевич Громов (род. 2 марта 1974, Тюмень) — советский и российский хоккеист, нападающий.

## Биография
Начал заниматься хоккеем в восемь лет в «Рубине» у тренера Александра Вахрина. В сезоне 1990/91 дебютировал в команде во второй лиге. Сезон 1996/97 начал в команде высшей лиги «Кедр» из Новоуральска, после чего перешёл в петербургский СКА. В дальнейшем выступал за «Рубин» / «Газовик» (1999/2000 — 2000/01, 2004/05), «Молот-Прикамье» Пермь (2001/02 — 2002/03), «Крылья Советов» (2002/03), «Зауралье» Курган (2003/04), СКА и «СКА-2» (2003/04), «Динамо» Минск (Белоруссия, 2005/06), «Спутник» Нижний Тагил (2006/07), «Капитан» Ступино (2007/08).
Игрок и тренер ветеранских, любительских команд «Метеор», «ГЭС», «МЗТ», «Ice-hooligans».